# カイエンヌ・フェリックス・エブエ国際空港
カイエンヌ・フェリックス・エブエ空港（カイエンヌ・フェリックス・エブエくうこう、フランス語: Aéroport de Cayenne – Félix Eboué）は、フランス領ギアナの国際空港。
仏領ギアナの首都カイエンヌから南西13kmのMatouryに位置している。仏領ギアナの商工業の玄関口である。仏領ギアナの領内線を運行しているエール・ギュイヤンヌ・エクスプレス（Air Guyane Express）は空港内に本社を置き、拠点としている。
空港名は仏領ギアナ出身の黒人政治家、フェリックス・エブエにちなんでいる。かつてはカイエンヌ・ロシャンボー空港と呼ばれていた。

## 歴史
カイエンヌの飛行場は、1943年にアフリカ戦線への爆撃機の中継地として使えるように、アメリカ陸軍によって10ヶ月かけて建設された。すぐ近くには1943年にいったん建設されたものの新しい飛行場が出来るとすぐ放棄された“Gallion”飛行場の痕跡を見ることが出来る。
現在でもフランス領ギアナ駐屯フランス軍のヘリコプター部隊が配備されており、物資や人員輸送のための輸送機も飛来する。

### 改名議論
ロシャンボーと言う当空港の旧名は、アメリカ独立戦争に参戦しフランス騎兵を指揮したロシャンボー伯爵にちなんでいたが、この名前は長らく議論の種になっていた。というのも、ロシャンボーの息子のロシャンボー子爵ドナティエン＝マリー＝ジョセフ・ド・ヴィムールはハイチ革命期のサンドマング出兵の間、植民地軍の指揮官として反乱軍を厳しく鎮圧した人物として知られており、そちらと混同されてしまうことを嫌ったからである。
結果、仏領ギアナ出身の政治家、クリスチャーヌ・トビラによって1999年に改名の要求が行われた。新しい名称として17世紀の先住民の族長名であるCépérouが提案されたが、最終的に、2012年に当地出身の政治家であるフェリックス・エブエにちなんで改名された。ただし空港コードはCAYが引き続き使用されている。
2009年には約40万人の年間利用者があったがエコツーリズム需要の増大などから2012年には49.5万人まで増加している。商用や観光だけでなく、ギアナ宇宙センターからのロケット打ち上げの関係者が使う空港としても知られる。同センターを利用するアリアンスペースによってクライアントやメディア向けのチャーター機が運航されることもある。

## 施設
海抜24フィート（7メートル）に位置し、3200m×45mの滑走路1本を持つ。
ボーイング747クラスの大型機も発着できる駐機スポット5個にボーディングブリッジ2基を備える。それ以外に小型機やヘリコプター用の駐機スポットは10個以上有する。ターミナルビルは12000平方メートルの面積を持つ。なお、軍用のスポットは民間区画からは独立して空港の端に設けられている。

## 就航路線
| 航空会社             | 就航地 |
| -------------------- | --- |
| エア・カライベス     | パリ・オルリー空港 |
| エールフランス       | フォール・ド・フランス・マルティニーク・エメ・セゼール国際空港、パリ・オルリー空港、ポワンタピートル・ポワンタピートル国際空港、ポルトープランス・ポルトープランス国際空港、マイアミ・マイアミ国際空港 |
| Air Guyane Express   | Grand-Santi、Maripasoula、サン＝ローラン＝デュ＝マロニ・Aérodrome de Saint-Laurent-du-Maroni、Saül |
| アズールブラジル航空 | ベレン (パラー州)・Aeroporto Internacional de Belém, フォルタレザ・Aeroporto Internacional de Fortaleza                                                                                                |

## 利用客数
| 2000    | 2005    | 2006    | 2007    | 2008    | 2009    | 2010    | 2011    | 2012    |  |
| ------- | ------- | ------- | ------- | ------- | ------- | ------- | ------- | ------- |  |
| 457 168 | 375 844 | 374 394 | 386 979 | 385 142 | 400 025 | 423 849 | 435 440 | 495 994 |  |